# Urs Amann
Urs Amann (* 25. Mai 1951 in Winterthur; † 7. Mai 2019 in Cevio) war ein Schweizer Maler.

## Leben
Urs Amann erlernte zunächst den Beruf des Schriftsetzers und studierte 1972 an der Kunstschule Zürich. Dort spezialisierte er sich auf die Ölmalerei. Von 1975 bis 1977 lebte er auf Kreta und von 1979 bis 1985 in Wien. Zuletzt lebte und arbeitete er in Bignasco. Er hatte Ausstellungen in Wien, Basel und Bern. Er war Mitglied der Künstlergruppe Winterthur.
Urs Amann war der Bruder des Schriftstellers Jürg Amann.

## Werke
Urs Amanns Werke sind meist surreale Ölgemälde. Sie befassen sich oft mit der Vergänglichkeit des Menschen. Beispiele für diese Bilder sind etwa Der Traum oder Die Pforte. Er fertigte auch Cover für Schallplatten und CDs und Buchumschläge an.

## Links
- Amann, Urs. In: Sikart
- Website von Urs Amann
- Nachruf: Urs Amann konnte wie kein Zweiter vom Dunkel ins Licht malen. in: Der Landbote, 11. Juni 2019.